# 扇河岸
扇河岸（おうぎがし）は、埼玉県川越市の大字。旧入間郡扇河岸村。郵便番号は350-1134。

## 地理
川越市の東南部に位置し、砂北部に島状に点在する飛地群。不老川を跨いだ北側を岸町、新河岸川を跨いだ北東側を南田島と接している。地域北辺を新河岸川が流れている。新河岸川に沿った低地にあたり、住宅地区として利用されている。河川改修前の北辺は新河岸川の南岸に位置していたが、改修の結果一部は北岸になっている。鉄道は東武東上線新河岸駅が徒歩圏内となる。北辺で新河岸川と不老川が分岐している。

### 河川
- 新河岸川 - 北辺を東流している一級河川。かつては川越五河岸のひとつ、扇河岸が置かれ、水運に利用された。
- 不老川 - 北辺で新河岸川と合流している一級河川。

## 歴史

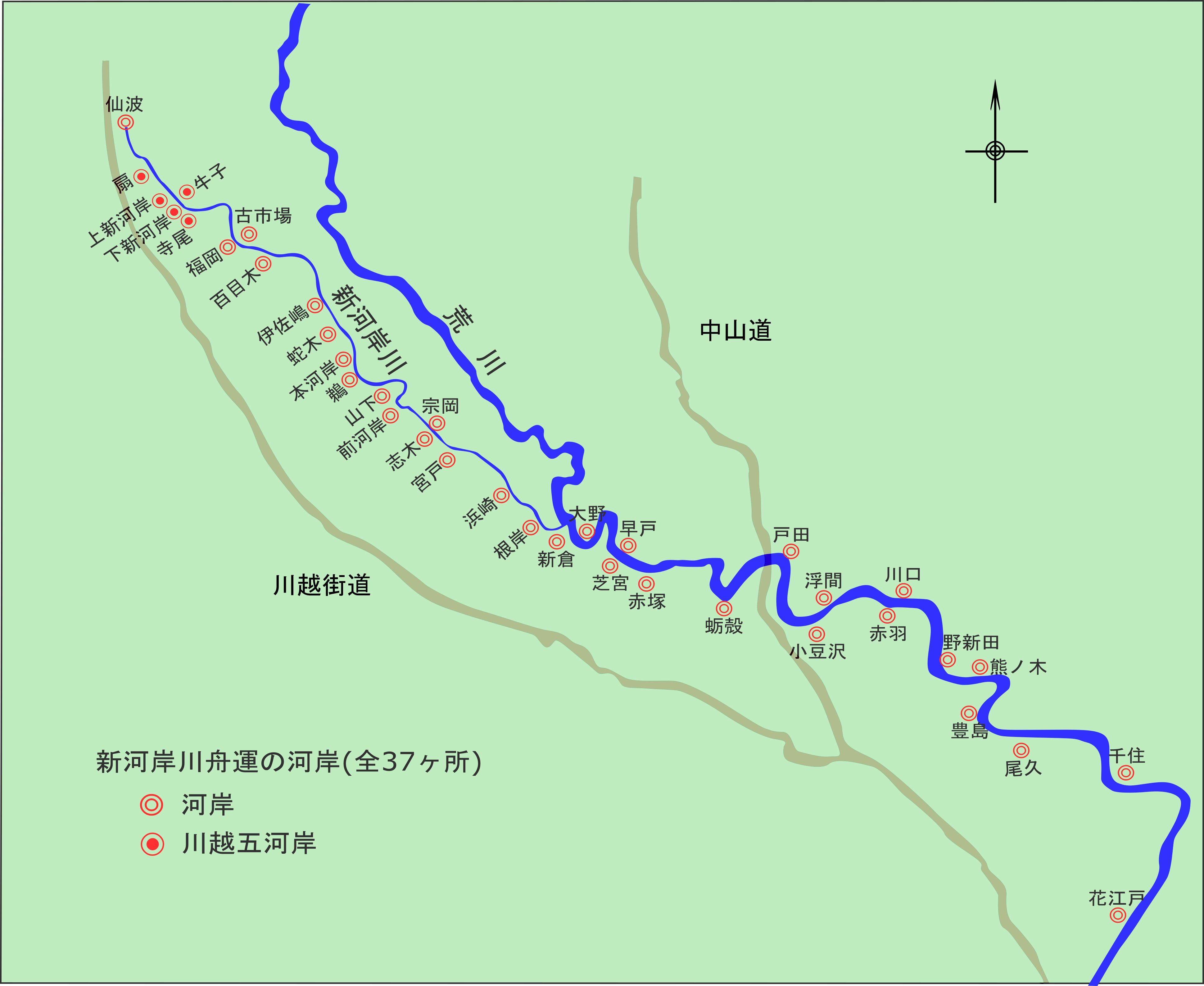
荒川・新河岸川の河岸場

古くは三芳野郷仙波庄に属した。元々は丸池と呼ばれる付近の湧水が集まる池だったが、天和2年（1682年）12月28日、お七火事として知られる天和の大火の際、江戸にある川越藩主松平信輝の屋敷が類焼したため、再建用の木材について入間川を筏で下って川越で崩し、船に積んで江戸へ運ぶことにした。しかしながら新河岸では川越の町から遠く、なおかつ充分な広さの空き地を提供できなかったため新たに丸池を埋め立て、河岸とした。この埋立地の形が扇に似ていたため扇河岸と呼ばれるようになった。津田高知の『扇河岸記』によれば、低湿地であったため、造成が難しく、地形を高くするための土も近くから調達することが困難だったため、新たに深く堀を作りその際に出た泥を造成に使用した。このため工事費は高騰し、水村甚左衛門・藤野甚右衛門・井上与惣兵衛・松本平兵衛を魁首として近隣から17人の富裕の者を募り、砂村の勘左衛門が名主として諸事をはかった。開発から川越城付の村とされた。農地については水田がなく畑のみであったが、たびたび水害に悩まされた。享保16年（1731年）に船問屋4軒が公認され、化政期には7軒に増え、安政6年（1859年）の時点で船は22艘を数えたが、より川越に近い上流に仙波河岸が1879年（明治12年）に開かれると、扇河岸の船問屋は次々と移転・廃業していき、「中安」（中屋安右衛門）1軒のみが扇河岸に残った。
明治時代に入って1889年（明治22年）4月1日の町村制施行に伴い、扇河岸村は上新河岸村・下新河岸村・砂村・砂新田村・寺尾村・藤間村と合併し高階村の大字のひとつとなった。1876年（明治9年）の人口は81人。新河岸川の水運は1931年（昭和6年）に改修工事の終了及び埼玉県からの通船停止令の発令により廃止され、五河岸全てが廃止された。1955年（昭和30年）4月1日、高階村は川越市に編入され、扇河岸は川越市の大字のひとつとなった。

### 史跡
- 初代高山勘左衛門夫妻の墓[7]

## 世帯数と人口
2017年（平成29年）10月1日現在の世帯数と人口は以下の通りである。
| 大字   | 世帯数  | 人口  |
| ------ | ------- | ----- |
| 扇河岸 | 257世帯 | 601人 |

## 小・中学校の学区
市立小・中学校に通う場合、学区は以下の通りとなる。
| 番地                        | 小学校               | 中学校             |
| --------------------------- | -------------------- | ------------------ |
| 102-2 105-1 105-3〜105-最終 | 川越市立高階北小学校 | 川越市立高階中学校 |
| 99                          | 川越市立高階小学校   | 川越市立高階中学校 |
| その他                      | 川越市立高階小学校   | 川越市立砂中学校   |

## 交通

### 鉄道
鉄道は地内を通っていないが、東武東上線・新河岸駅が最寄駅になる。

### 水運
かつては新河岸川舟運が存在したが、現存しない。

## 施設
- 川越市立砂中学校（校庭の一部）
- 扇河岸保育室